# NGC 5245
NGC 5245 (również PGC 48110) – galaktyka spiralna (S), znajdująca się w gwiazdozbiorze Panny. Odkrył ją Albert Marth 30 kwietnia 1864 roku. Należy do galaktyk Seyferta typu 2.